# 足交

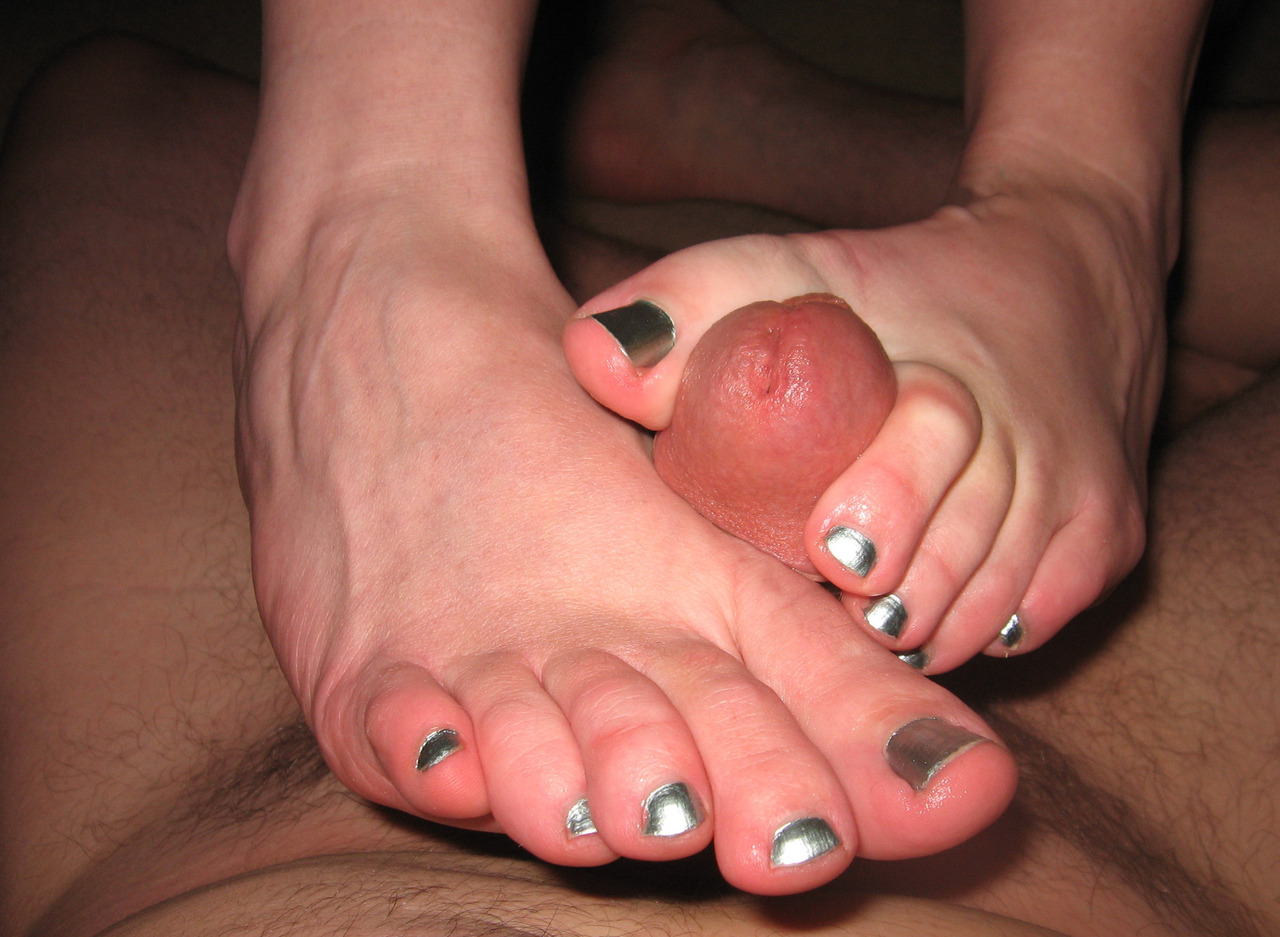
直接足交

足交是指用腳對生殖器進行踩、擠、壓、夾、揉及摩擦等方式來刺激伴侣性慾的一種人類性行為，以此诱发性高潮。在某些情况下，它可能是戀足的一部分。足交可以是直接或間接的，直接足交為赤腳觸碰生殖器進行刺激，包括將腳伸進褲管內觸碰生殖器進行直接刺激；間接足交則為非直接接觸生殖器，如赤腳而隔著內褲對生殖器進行刺激、腳穿鞋或襪觸碰生殖器進行刺激、腳穿鞋或襪隔著內褲對生殖器進行刺激。 足交可能伴隨著一定程度的戀物，因而足交時會希望對方在過程中穿著特定的衣物，例如絲襪、白襪、足球襪、高跟鞋、坡跟凉鞋、平底鞋等，並以射精在袜子或鞋上作為結尾。
這種行為因为不用将阴茎插入體內，所以能避免因體液接觸而染上性傳染病，也避免了男性的精液射進女性體內而妊娠，是一种安全性行為。但是用脚部直接刺激阴茎，难免会将一些细菌带到阴茎上致使对方感染，所以足交时要注意足部清洁卫生以及力度问题，用力过度可能导致阴茎疼痛甚至损伤。
另外，足交也可以指用腳插入陰道或肛門內的插入式性行為。

## 擴展閱讀
- Bruckner, Aaron. . 2010-09-18. ISBN 9780557686223.

## 另請參閱
- 股交
- 欲经
- 珍珠项链 (性行为)

## 链接
- 風花雪月的名詞：足交 （页面存档备份，存于）
- 香豔足足有餘｜蘋果日報 （页面存档备份，存于）
- 足交技巧解析 & 視頻資料